# Kanopy

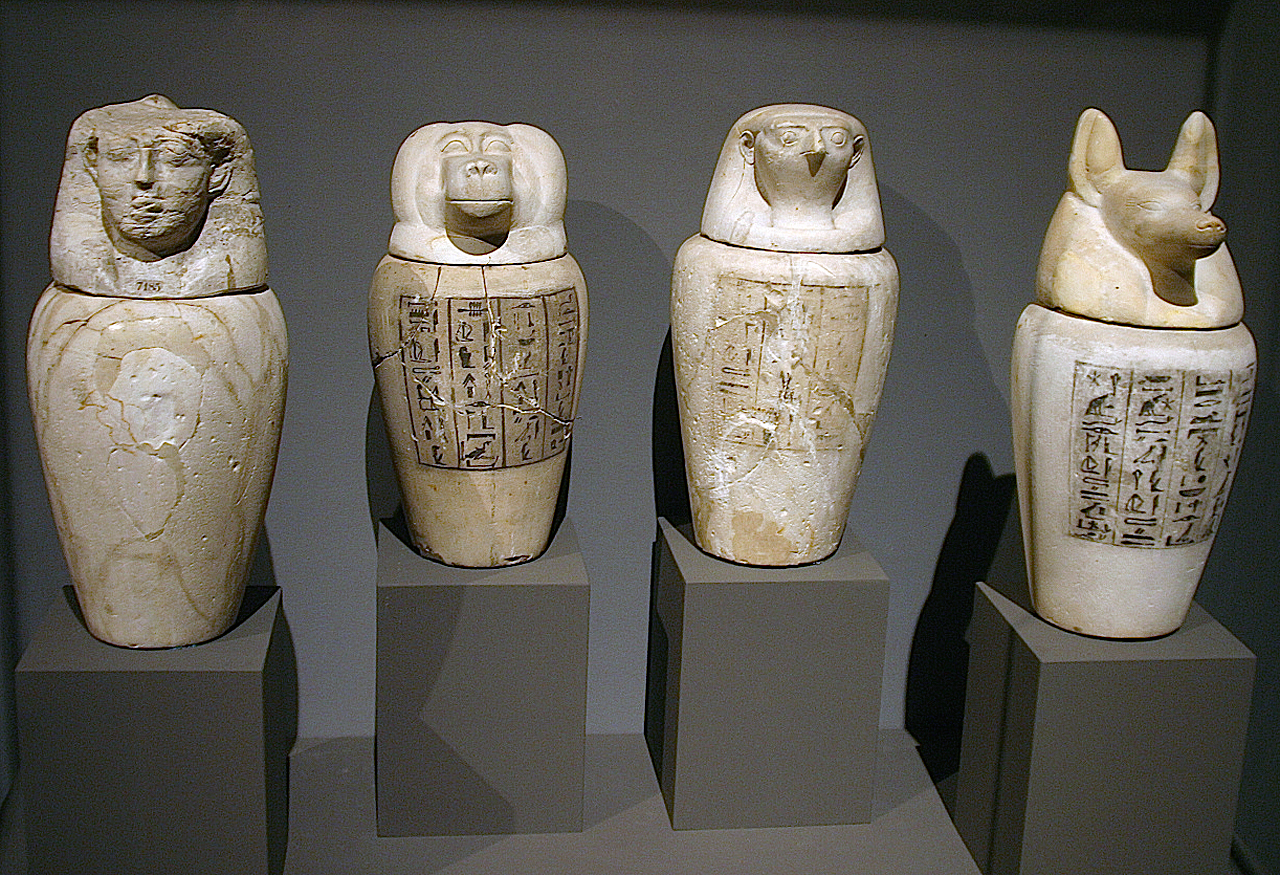
Wazy kanopskie z czasów XIX dynastii (Muzeum Egipskie w Berlinie)

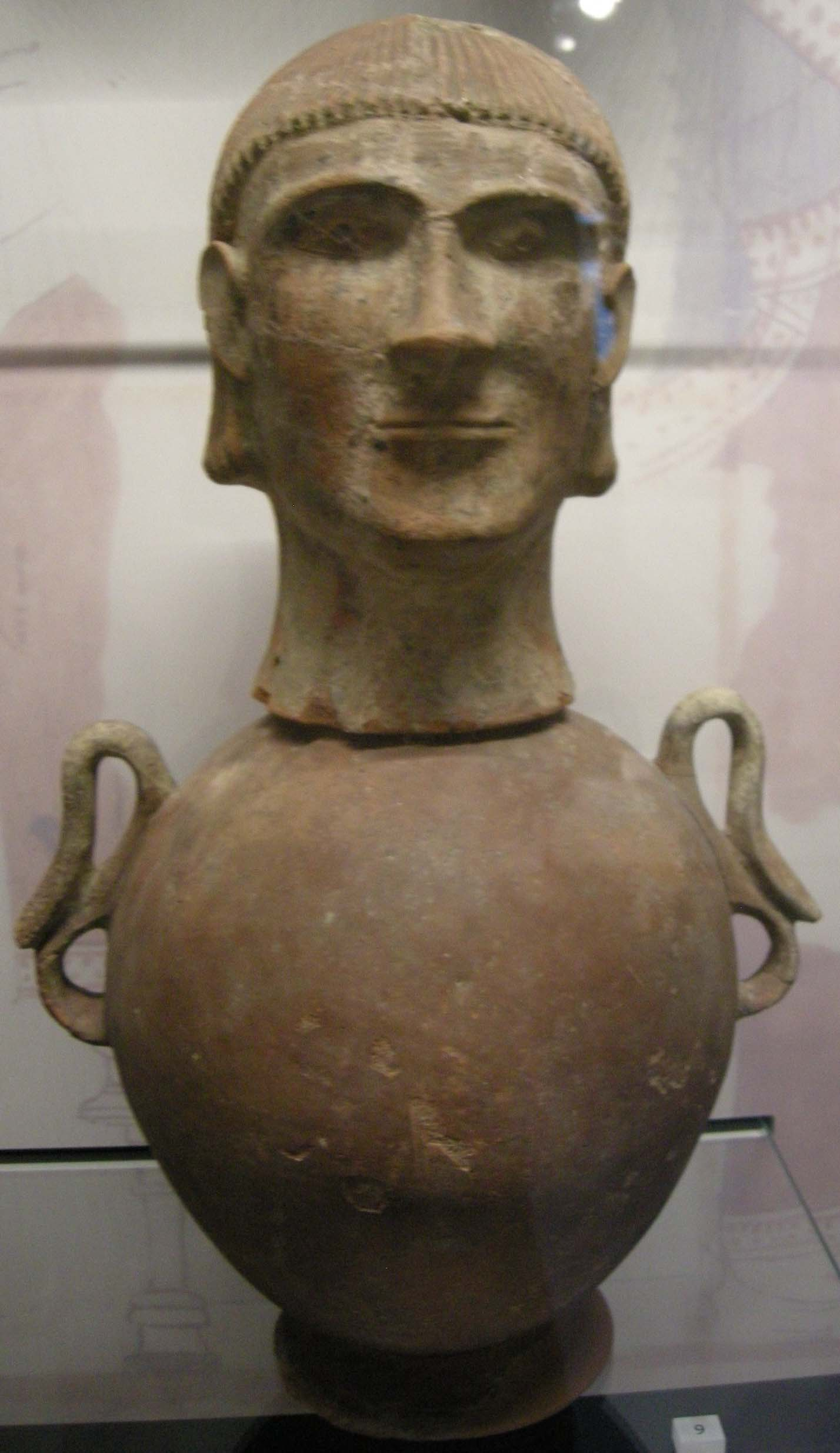
Etruska urna kanopska (VI wiek p.n.e.)

Kanopy (także wazy lub urny kanopskie) – w starożytnym Egipcie rytualne naczynia, w których umieszczano wnętrzności wyjęte z ciała przed mumifikacją i odpowiednio zakonserwowane. 
Nazwa pochodzi od greckiej nazwy starożytnego egipskiego miasta Kanopos (gr. Κάνωβος Kánōbos, łac. Canopus) w Delcie, w okolicach dzisiejszej Aleksandrii, w którym pierwotnie odnaleziono te naczynia. Zwykle wykonane były z alabastru lub gliny, spotyka się jednak również kanopy drewniane, kamienne i fajansowe. Zawsze występowały w rytualnej liczbie czterech związanej z bóstwami pogrzebowymi – tzw. synami Horusa. 
Gliniane kanopy znane są już z okresu Starego Państwa. Początkowo zamykane były płaskimi przylegającymi (czopowanymi) pokrywami, na początku Nowego Państwa nakrywkami wyobrażającymi głowę zmarłej osoby (lub według innej wersji – głowy synów Horusa w postaci ludzkiej), a w Epoce Późnej zaczęto je przyozdabiać tymi głowami w postaci zwierzęcej: Imseta (o głowie ludzkiej – dla wątroby), Hapiego (z głową pawiana – dla płuc), Kebehsenufa (głowa sokoła – dla jelit) i Duamutefa (głowa psa podobnego do szakala – dla żołądka). Każdy z geniuszy opiekuńczych zmarłego był z kolei pod ochroną bogiń opiekuńczych: Izyda strzegła wątroby, Neftyda – płuc, Neit – żołądka, a Selkit – jelit. 
Kanopy zwykle umieszczane były w specjalnie na ten cel wykonywanej skrzyni-kaplicy, na której ścianach umieszczano rzeźbione wizerunki opiekuńczych bogiń (Neftydy i Izydy), niekiedy też innych bóstw (Ozyrysa, Sokarisa, synów Horusa) oraz elementy symboliczne (np. wyobrażenia ochronnych amuletów). W czasach późniejszych (X-VII w. p.n.e.) zastąpiono je mniejszymi, drewnianymi i dekorowanymi polichromią skrzynkami kanopskimi, do których wprost wkładano zmumifikowane wnętrzności zmarłego owinięte bandażami; w tej odmianie używano ich jeszcze w okresie ptolemejskim.
W staroegipskim obrządku pogrzebowym niekiedy stosowano też tańsze, fałszywe kanopy jako naczynia bez wydrążonego wnętrza i jego zawartości, lecz z odpowiednim nakryciem w postaci głów bóstw rytualnych.
Nazwę tę później stosowano także wobec etruskich urn dwustożkowych bądź owalnych, z nakryciem wyobrażającym głowę ludzką, wykonywanych w VII-VI wieku p.n.e. (głównie w Clusium), i błędnie odnosząc ją do rodzaju popielnic (urn grzebalnych) w europejskim pochówku ciałopalnym.